# Modelo da hélice dupla

Representação do modelo hélice dupla (Fine, 1998 p.58) adaptado

Modelo da hélice dupla é uma estratégia da gestão da cadeia de suprimentos criada por Charles H. Fine para auxiliar empresas a tomar decisões de forma racional levando em conta as suas competências centrais, o produto em desenvolvimento, os sistemas de engenharia e a cadeia de suprimentos.
Fine é bacharel em artes, matemática e gestão (1978) pela Universidade de Duke, além de ser Master of Science em pesquisa operacional (1981) e PhD em administração de empresas (1983), ambos pela Universidade de Stanford. Fine também é consultor para arquitetura e aprimoramento de gestão da cadeia logística em empresas líderes de diversos segmentos e setores do mundo inteiro, como Embraer, GE, GM, Goodyear, HP, Intel, Kodak, Motorola, 3M, NCR, Nokia, Oracle, Polaroid, Rolls-Royce, Toyota, Unilever, entre outras. Seu trabalho de pesquisa é focado na estratégia da cadeia de suprimentos e o valor da cadeia de roadmapping.

## Modelo
O modelo da hélice dupla descreve as dinâmicas instáveis das competências centrais em estruturas industriais. O modelo explica as mudanças ocorridas ao longo do tempo nas cadeias de fornecimento de indústrias, que movimenta-se em ciclo entre setores integrados verticalmente e setores desintegrados horizontalmente. Em diversos setores do mercado é impossível manter, de forma estática, sua [[cadeia de valor }}]], devido às forças dinâmicas do mercado ou à própria estratégia da empresa, criando assim uma constante migração entre a verticalização e a horizontalização da cadeia.. O modelo descreve estas forças e demonstra este regime de transição entre as duas arquiteturas: modular (horizontal) e integral (vertical).
A movimentação das cadeias entre horizontal e vertical é consequência da própria dinâmica da rede de suprimentos. O período de mudança corresponde à inversão da curva da hélice dupla e ocorre em momentos extremos da cadeia:
- Empresas grandes dominam toda cadeia (integração vertical).
- A cadeia é composta por inúmeras empresas inovadoras (integração horizontal).

O autor acredita que a melhor estratégia para uma empresa em mercados dinâmicos é não ficar estagnado e estável, mas em deslocar-se conforme as mudanças da rede. Portanto, o modelo de hélice dupla tornou-se uma ferramenta importante para auxiliar na tomada de decisão comprar ou fazer.
As forças dinâmicas descritas no modelo de Fine incluem:
Para tornar a arquitetura mais modular:
- A entrada constante de novos competidores em segmentos específicos.
- O desafio de manter-se a frente dos competidores nos diversos segmentos técnicos e tecnológicos requeridos por um sistema integrado.
- A rigidez burocrática e organizacional desenvolvida em empresas de grande porte.

Para tornar a arquitetura mais integral:
- Avanços técnicos e tecnológicos em um subsistema que podem dar mais poder de mercado.
- O poder de mercado em um subsistema incentiva a criação de pacotes com outros subsistemas para aumentar o controle e poder.
- O poder de mercado incentiva maior integração com outros subsistemas para o desenvolvimento de soluções integradas.

Estas forças tendem a direcionar as empresas a alterarem sua cadeia e demonstra que não existe uma única solução de cadeia de valor .
As transições entre as arquiteturas estão diretamente associadas ao “clockspeed” do segmento do mercado e podem variar de poucas décadas (como no caso do computador) até um século (por exemplo, os automóveis).
Este modelo também é utilizado para analisar a relação entre a arquitetura de produto e a cadeia de valor. O alinhamento entre estas duas arquiteturas é um dos fatores que possibilitam o sucesso de empresas como Toyota e Dell e a seu desalinhamento ajuda a explicar a queda de outras como a Daimler Chrysler.

## Tipos de arquitetura
Arquitetura modular é caracterizada por componentes ou
módulos que podem ser combinados devido a uma extrema padronização de interface. Isso permite a alteração de um destes componentes de forma independente, sem a necessidade de se alterar o projeto inteiro. Um exemplo típico deste tipo de arquitetura é o microcomputador.
Arquitetura integral é um conjunto de componentes e subsistemas desenvolvidos para funcionar apenas entre si. Geralmente é concebido visando o alto desempenho e a fronteira entre os componentes não é claramente delineada.